# Bacopa lacertosa
Bacopa lacertosa är en grobladsväxtart som beskrevs av Standley. Bacopa lacertosa ingår i släktet tjockbladssläktet, och familjen grobladsväxter. Inga underarter finns listade i Catalogue of Life.